# Реал Вальядолид
«Реа́л Вальядоли́д» (исп. Real Valladolid CF) — испанский профессиональный футбольный клуб из одноимённого города, в одноимённой провинции в автономном сообществе Кастилия-Леон. Основан 20 июня 1928 года.
Клуб был основан 20 июня 1928 года в результате слияния клубов «Депортиво Эспаньол» и «Реал Унион Депортива». Цвета клуба — фиолетовый и белый, которые используются в виде вертикальных полос на домашней форме с момента его основания. С 1982 года команда играет на стадионе «Хосе Соррилья», который находится в муниципальной собственности и вмещает 27 618 зрителей.
На счету клуба победа в Кубке испанской лиги в сезоне 1983/84, а также три победы во Втором дивизионе и четыре — в Третьем дивизионе. Команда дважды выходила в финал Кубка Испании (в сезонах 1949/50 и 1988/89) и участвовал в двух розыгрышах Кубка УЕФА (1984/85 и 1997/98), а также добирался до четвертьфинала Кубка обладателей кубков УЕФА (1989/90). Кроме того, клуб выиграл Кубок Федерации в сезоне 1952/53 и занял второе место в этом же турнире в сезоне 1944/45. Вторая команда клуба, «Реал Вальядолид Промесас», выступает во Втором дивизионе RFEF.
Это самый значимый футбольный клуб автономной области Кастилия-Леон по рекордам и истории: он провёл в общей сложности 47 сезонов в Первом дивизионе, 37 — во Втором и 9 — в Третьем. Исторически он занимает тринадцатое место среди лучших команд Испании. Два его игрока стали обладателями Трофея Пичичи: Мануэль Баденес и Хорхе да Силва; десять игроков представляли сборную Испании.

## История

Состав «Реал Унион Депортива» перед матчем с чилийским «Коло-Коло», сыгранный 2 мая 1927 года. В этом матче капитан чилийской команды Давид Арельяно получил сильный удар в живот, от которого на следующий день он скончался. Это событие известно как «трагедия Вальядолида»

### Образование и первые сезоны
В 1924 году в Вальядолиде были основаны два клуба, которые боролись за господство в городе: «Реал Унион Депортива», связанный с Конгрегацией Луисеса и Коцкаса, и, следовательно, имеющий консервативную тенденцию, и «Депортиво Эспаньол», представляющий прогрессивные взгляды. Оба клуба выиграли региональные чемпионаты и выступили на Кубке Испании.

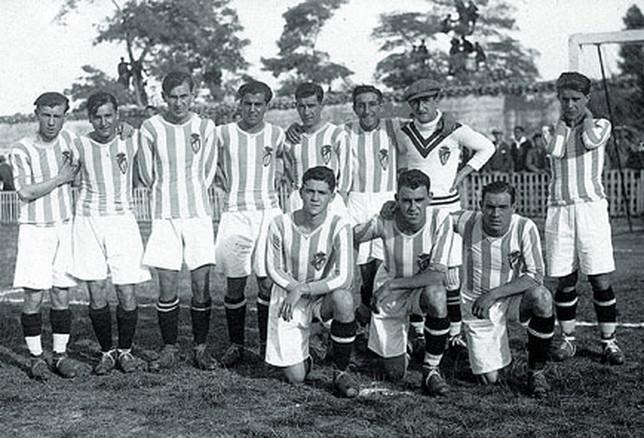
«Реал Вальядолид» в первые годы существования клуба

«Реал Вальядолид Депортиво» был образован 20 июня 1928 года в результате слияния этих двух клубов. Первым президентом нового клуба стал Педро Сулоага Мануэко. Презентационный матч состоялся 22 сентября того же года на стадионе «Сосьедад Таурина», расположенном рядом с Пласа-де-Торос. В этом матче приняли участие первые игроки «Вальядолида»: Арана, Помбо, Мартин, Оруэ, Сарральде, Эчеваррия, Монтальбан, Перико Сан-Мигель, Сайнс, Сьерра и Пабло Лопес. Они одержали победу над «Депортиво Алавес» из Витории со счётом 2:1. Команда дебютировала в группе B Второго дивизиона, который эквивалентен Третьему дивизиону.
В сезоне 1933/34 «Реал Вальядолид» перешёл во Второй дивизион. В своём дебютном сезоне команда показала отличные результаты, заняв второе место в своей группе и последнее место на заключительном этапе за выход в следующую лигу.
3 ноября 1940 года, в разгар послевоенного периода, был открыт новый «Муниципальный стадион». В первом матче на нём команда одержала победу со счётом 4:1 против «Аренаса». «Вальядолид» продолжил свой восходящий путь и в сезоне 1942/43, борясь за выход в Первый дивизион, однако в следующем сезоне команда выбыла в Третий дивизион, заняв последнее место с 18 очками. Они провели три года в Третьем дивизионе, прежде чем вернуться во Второй дивизион в 1947 году.

### Выход в Первый дивизион, финал Кубка и золотая эра (1947—1958)
В сезоне 1947/48, под руководством Антонио Барриоса, команда стала чемпионом и добилась своего первого выхода в Первый дивизион. В дебютном сезоне в Первом дивизионе, Эленио Эррера был приглашён в качестве главного тренера и команда под его руководством завершила сезон на 12-м месте. После сезона Эррера подписал контракт с «Атлетико Мадрид», что привело к возвращению Антонио Барриоса на пост тренера. Клуб пополнился такими игроками, как Эмилио Альдекоа, Франсиско Лесмесом и Рафаэлем Лесмесом, которые присоединились к Сасо, Вакеро, Коке и другим футболистам.
После товарищеского матча против «Осасуны» в Памплоне, в ночь с 29 на 30 августа 1949 года, автобус, который вёз команду обратно в Вальядолид, столкнулся с поездом на железнодорожном переезде в городе Вильяфриа. В результате аварии многие игроки получили травмы, но, к счастью, обошлось без смертей. Команда финишировала на 9-м месте в Лиге, проведя хороший первый круг. В Кубке Генералиссимуса в том же сезоне команда проявила себя как сильный соперник, выйдя в финал и пройдя такие команды, как «Реал Сосьедад», «Севилья» и «Реал Мадрид». Решающий матч состоялся 28 мая 1950 года на стадионе «Чамартин» против «Атлетика». По окончании основного времени счёт был 1:1 — мячи забили Сарра (в составе «Атлетика») и Коке (в составе «Вальядолида»). Однако в дополнительное время Сарра оформил хет-трик, что привело к поражению «Вальядолида» со счётом 1:4.
В начале следующего сезона команду возглавил Ипинья, и «Реал Вальядолид» стал открытием чемпионата, заняв третье место по итогам первого круга. Однако во втором круге команда не смогла поддержать этот уровень и завершила сезон на шестом месте. Финансовые трудности вынудили клуб продать большую часть своих звёзд.
В последующие годы потенциал команды постепенно снижался; в составе остались только Коке, ставший первым игроком «Вальядолида» в сборной, и братья Лесмес. Однако появились новые игроки, такие как Матито, Ортега и Ласала, а «Реал Вальядолид» закончил сезон в середине таблицы. В конце концов, несмотря на то, что сезон 1956/57 завершился на скромном восьмом месте для команды, совет директоров был вынужден продать большую часть состава. Это привело к понижению в следующем сезоне, несмотря на то, что Мануэль Баденес стал лучшим бомбардиром наряду с Рикардо Алосом и Альфредо Ди Стефано. Так завершилось десятилетие, омрачённое экономическими проблемами.

### Команда «лифт» (1958—1968)
Президент клуба Карлос дель Рио Эрреро доверил управление командой Хосе Луису Сасо, который сочетал в составе молодых игроков, таких как Эмилио Морольон и опытных футболистов, например, Коке, вернувшегося в команду после неудачного периода в мадридском «Атлетико». «Реал Вальядолид» проявил себя как сильная команда, став победителем Второго дивизиона и вернувшись в Первый дивизион.
Для укрепления состава на следующий сезон Сасо отправился в Уругвай и Аргентину в поисках молодых талантов, доступных для клуба с пошатнувшейся экономикой. Он вернулся с двумя уругвайцами — Бенитесом и Эндерисом — и тремя аргентинцами: Соле, Араменди и Баньерой. Однако последний был отдан в аренду и принёс «Вальядолиду» лишь экономическую выгоду. В этом сезоне команда демонстрировала впечатляющий футбол, но, несмотря на выход в полуфинал Кубка, «Реал Вальядолид» выбыл во Второй дивизион.
Спустя сезон команда вернулась в Первый дивизион под руководством парагвайца Эриберто Эрреры, который вскоре ушёл в «Эспаньол». Новым тренером стал Антони Рамальетс, только что завершивший карьеру игрока. Перед ним стояла задача — не допустить выбывания. Состав команды практически не изменился по сравнению с тем, который добился повышения. «Реал Вальядолид» стал открытием чемпионата, заняв четвёртое место.

### Период во Втором дивизионе (1964—1980)
Последний результат «Вальядолида» привлёк внимание других клубов и в сезоне 1963/64 многие игроки покинули команду. Однако некоторые ключевые игроки, такие как Морольон и Родилья, остались в составе, войдя в число лучших бомбардиров предыдущего сезона. Тем не менее, избежать понижения в классе не удалось: позже команду покинули важнейшие футболисты — Родилья, Рамирес, Санчис и Морольон, последний из которых перешёл в «Реал Мадрид» практически за бесценок. Исторический долг стал ахиллесовой пятой клуба, что привело к отставке президента Хосе Мигеля Аррарте.
Чтобы спасти ситуацию, новым президентом клуба стал Хосе Луис Сасо. После недолгого пребывания Антонио Барриоса в качестве тренера его заменил Антонио Рамальетс. В том сезоне «Реал Вальядолид» был на грани выхода в Первый дивизион, и на следующий год был нанят Перисио Торрес. Однако он внезапно скончался, что вызвало сильную нестабильность и усугубило кризис клуба. Позже Сасо ушёл в отставку, и новым президентом стал Антонио Альфонсо, который пригласил Энрике Орисаолу после увольнения Хосе Луиса Молинуэво. «Бело-фиолетовые» завершили сезон на втором месте, что дало им возможность побороться за выход в Первый дивизион, но команда уступила «Сосьедаду». Команда из Сан-Себастьяна выиграла первый матч со счётом 0:1, а ответный матч завершился со счётом 0:0.
После неудачи несколько игроков покинули команду, и начался новый период взлётов и падений. В сезоне 1968/69 команда заняла десятое место. Следующий сезон оказался провальным: Антонио Альфонсо отказался вкладывать деньги, что привело к выбыванию команды в Третий дивизион.
Новым президентом клуба стал Сантьяго Гальего, который взял на себя трудную задачу реформирования клуба, находившегося в упадке и имеющего насущные проблемы. Не было другого выбора, кроме как привлечь молодых футболистов и превратить «Европу Делисиас» в «Реал Вальядолид Промесас», среди которых выделялись такие таланты, как Хулио Карденьоса, который вскоре присоединился к основной команде. Экономическая ситуация была тревожной, и президент убедил уроженку города Кончу Веласко помочь команде. В течение этого сезона команда добилась повышения, заняв второе место.
«Реал Вальядолид» закрепился во Втором дивизионе. В августе 1972 года был создан Кубок «Сьюдад де Вальядолид», и на стадионе «Вьехо Соррилья» было установлено искусственное освещение. В 1974 году Сантьяго Гальего стал первым президентом, покинувшим свой пост без долгов, благодаря переходу Хулио Карденьосы в «Реал Бетис» за 15 миллионов песет — самой высокой сумме, полученной клубом за игрока на тот момент. Фернандо Алонсо стал новым президентом и провёл глубокие реформы в составе, что повлияло на результаты команды, которая чуть не выбыла.
К сезону 1975/76 присоединилось много молодых игроков, и «бело-фиолетовые» под руководством Эктора Нуньеса были на грани выхода в Первый дивизион. Команда также дошла до четвёртого раунда Кубка. После продажи Альфредо Амарильо в «Барселону», в «Реал Вальядолид» прибыли три молодых игрока из резервной команды «Барселоны», из которых двое — Море и Руски — зарекомендовали себя в клубе. Последующие два сезона были непростыми: спорт отодвинулся на второй план из-за более тривиальных вопросов, таких как переход Ландабуры в «Райо Вальекано» или дебют Гийла в возрасте всего 16 лет. В 1978 году Гонсало Алонсо вступил в должность президента и пополнил состав молодыми талантами из молодёжных команд «Барселоны» и мадридского «Реала», наиболее заметным приобретением стал Поли Ринкон. Команда была в шаге от возвращения в Первый дивизион и дошла до полуфинала Кубка, где проиграла «Валенсии», которая впоследствии стала обладателем трофея. В сезоне 1979/80 команда вернулась в Первый дивизион за два тура до конца первенства. Таким образом, спустя шестнадцать лет команда снова вышла на высший уровень испанского футбола.

### Новый стадион и Кубок лиги (1980—1986)
В стремлении сохранить место в Первом дивизионе клуб подписал двух новых футболистов: вратаря Феноя и защитника Хильберто. «Реал Вальядолид» достиг своей цели более уверенно, чем ожидалось.
Число владельцев абонементов возросло и превысило 14 000 членов, что стало рекордом для клуба. В связи с этим началось строительство нового стадиона, который должен был стать площадкой для чемпионата мира по футболу 1982 года в Испании.
Мануэль Эстебан сменил Гонсало Алонсо на посту президента клуба, и под его руководством команду усилили такие игроки, как Пато Яньес и Полилья да Силва, последний из которых был взят в аренду. Однако нестабильность в руководстве привела к возвращению Алонсо на пост президента. Из-за плохих результатов клуб принял решение назначить Фернандо Редондо. В это время дебютировали молодые игроки Эусебио и Фонсека.
В Кубке лиги сезона 1983/84 «Реал Вальядолид» выбил теоретически сильнейшие команды: в первом раунде — «Сарагосу», в четвертьфинале — «Севилью», а в полуфинале — «Реал Бетис», выйдя в финал против «Атлетико Мадрид». После ничейного результата 0:0 в первом матче на стадионе «Висенте Кальдерон», 30 июня 1984 года, «бело-фиолетовые» одержали победу в дополнительное время. Таким образом команда завоевала единственный национальный титул в своей истории. Это достижение позволило клубу впервые участвовать в еврокубках, однако они выбыли в первом же раунде Кубка УЕФА, уступив команде «Риека». Острые финансовые проблемы заставили да Силве покинуть команду, и Гонсало Алонсо компенсировал этот уход подписанием Махико Гонсалеса, сальвадорской звезды «Кадиса».

### Первая эпоха Кантаторе, второй финал Кубка, колумбийцы и опасность исчезновения (1986—1992)
Руководство клуба приняло решение пригласить Висенте Кантаторе, тренера, который внедрил в команду строгую дисциплину и сделал акцент на контратакующей игре. Он подписал контракт с молодым Фернандо Йерро (в команде выступал его брат Маноло, который ранее выступал за «Велес». Благодаря успешным выступлениям воспитанников «Вальядолида» команду покинули Эусебио и Хуан Карлос.
Сезон 1988/89 стал выдающимся: команда заняла шестое место в лиге и вышла в финал Кубка, который состоялся 30 июня 1989 года на стадионе «Висенте Кальдерон» против мадридского «Реала». Несмотря на хорошую игру, команда уступила с минимальным счётом.
После финала Кубка Фернандо Йерро подписал контракт с мадридским «Реалом», а Висенте Кантаторе стал тренером «Севильи». Команду также покинули игроки Каминеро и Амависка. Следующий сезон завершился для клуба на 16-м месте, а второе европейское участие, достигнутое благодаря выходу в финал Кубка, запомнилось поражением по пенальти в четвертьфинале Кубка обладателей кубков против «Монако».

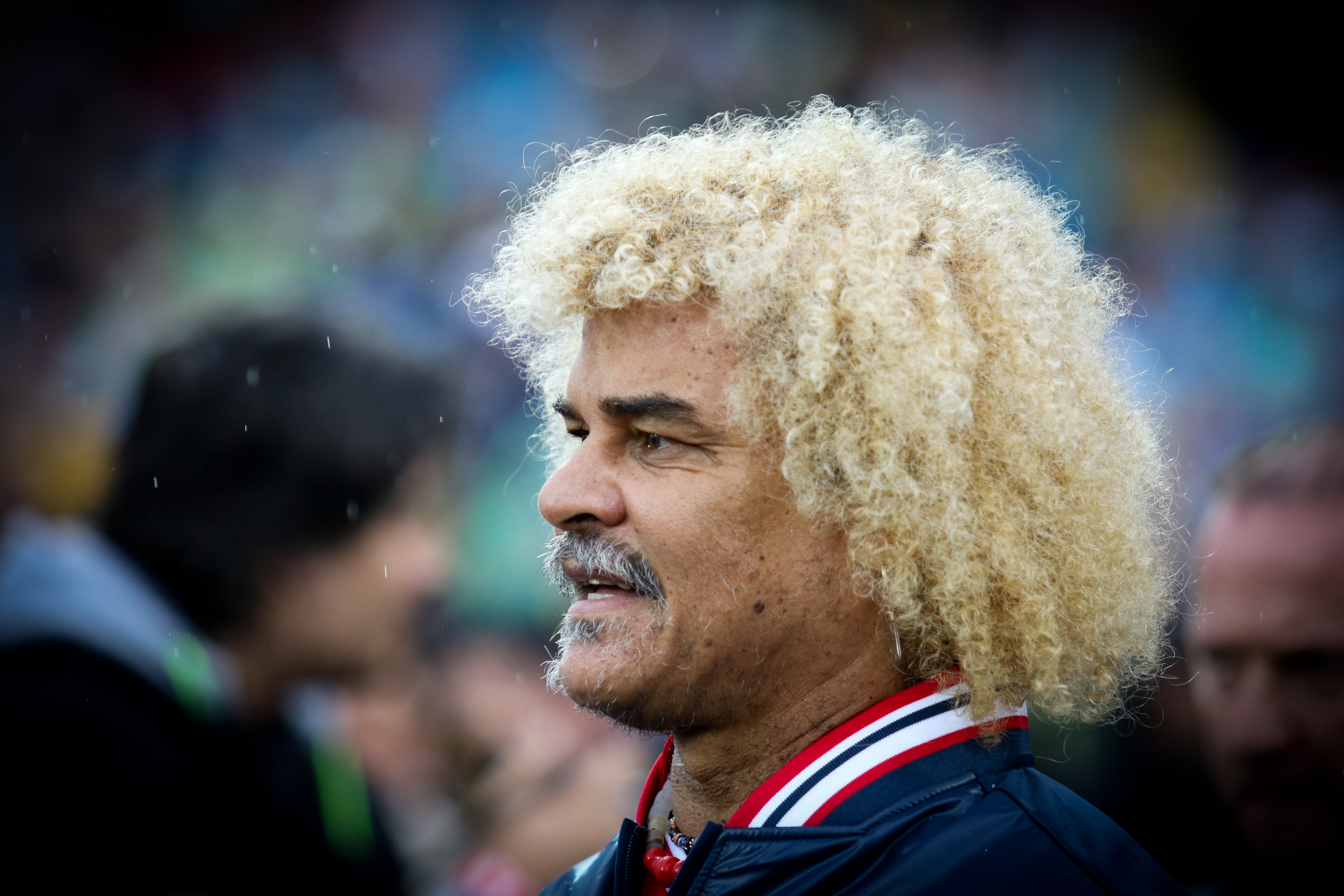
Вальдеррама

На сезон 1990/91 руководство подписало контракт с колумбийским тренером Пачо Матураной, который в следующем году привёл в команду колумбийских игроков: Вальдерраму и Игиту, которые присоединились к Альваресу. Начало этого сезона было ужасным: количество владельцев абонементов сократилось, а доходы клуба упали. В связи с этим президент Гонсало Гонсало обратился к членам и сторонникам клуба с призывом срочно решить проблему долга в 1000 миллионов песет. Столкнувшись с этой ситуацией, мэр Томас Родригес Боланьос и группа бизнесменов начали спасение клуба. Проект «Вальядолид колумбийцев» закончился неудачей, и команда выбыла из высшего дивизиона.
26 июня 1992 года клуб «Реал Вальядолид Депортиво» стал Спортивным акционерным обществом «Реал Вальядолид» в соответствии с Законом о спорте от октября 1990 года, опубликованным 15 октября 1990 года. Президентом клуба был избран Маркос Фернандес.

### Выход, Вторая эпоха Кантаторе и EuroPucela (1992—2001)
Понижение команды привело к уходу Мингелы, который провёл пятнадцать лет в «Реал Вальядолиде», и продаже Фонсеки. Период во Втором дивизионе оказался краткосрочным: возвращение в Первый дивизион было обеспечено в последнем матче против «Паламоса». После возвращения, Каминеро подписал контракт с «Атлетико Мадрид», а команда смогла сохранить место в лиге благодаря победе в плей-офф.
Сезон 1994/95 завершился выбыванием, однако клуб был приглашён вместе с «Альбасете» занять места «Севильи» и «Сельты», выбывших из-за бюрократических недочётов. Это решение вызвало значительные разногласия на административном и народном уровнях, что в итоге привело к увеличению числа команд в чемпионате до 22, что оспаривалось всеми участниками.
Сезон 1995/96 начался с трансферов и назначения Бенитеса на пост главного тренера, но плохие результаты привели к его увольнению. Маркос Фернандес вновь пригласил Висенте Кантаторе, который начал свой третий этап в клубе. С его приходом «Реал Вальядолид» стал обретать уверенность, а благодаря обещанию Фернандеса не продавать игроков, в городе возникли большие надежды. Петернац, Сесар, Виктор и Бенхамин стали ключевыми фигурами, благодаря которым команда заняла седьмое место в лиге и получила право участвовать в Кубке УЕФА.

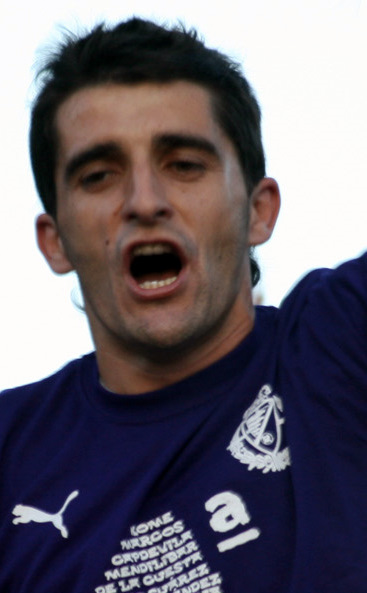
Виктор, играл за «Реал Вальядолид» в период с 1996 по 2000 год и с 2004 по 2009 годы

Вскоре после старта чемпионата Висенте Кантаторе был уволен в прямом эфире радиопрограммы Маркосом Фернандесом Фермосельем, вице-президентом и сыном президента, который к тому времени уже был отстранён от управления клубом из-за лейкемии, ставшей причиной его смерти. Сезон продолжился под руководством Сергие Крешича, и команда завершила его на одиннадцатом месте, выбыв во втором раунде Кубка УЕФА от московского «Спартака».
В сезоне 1998/99 клуб был переименован. Также были созданы фонд «Реал Вальядолид», официальный сайт и талисман Пусело. На следующий сезон был приглашён Грегорио Мансано, благодаря которому команда оказалась в шаге от еврокубков. В январе 2000 года клуб арендовал японского игрока Сёдзи Дзё, ставшего первым японцем в лиге. Сыновья покойного президента, недовольные реакцией болельщиков на увольнение Висенте Кантаторе, объявили о продаже 70 % акций двум мадридским группам, которые 28 апреля 2000 года назначили Игнасио Левина президентом.
Период Игнасио Левина на посту президента оказался недолгим: он пригласил аргентинца Франсиско Ферраро на должность тренера, но плохие результаты заставили Пепе Море возглавил команду с целью избежать понижения в классе. Левини и его вице-президенты ушли в отставку 20 апреля 2001 года после того, как Caja España отказала клубу в кредите, и пост президента занял Карлос Суарес Суреда.

### Президентство Карлоса Суареса (2001—2018): 3 выбывания и 3 повышения
В начале своего президентства Карлос Суарес столкнулся с множеством вызовов. Тренером команды до завершения сезона 2002/03 был Море, а в следующем сезоне его сменил Фернандо Васкес. Команда хорошо провела первый круг, но во втором растеряла свою форму, и даже назначение местного тренера Антонио Сантоса не смогло предотвратить выбывание.
Сезон 2004/05 начался с назначения Сергие Крешич в качестве тренера с целью выхода в Первый дивизион. Однако после плохих результатов его заменил Маркос Алонсо Пенья, который завершил сезон на шестом месте, отставая от зоны выхода более чем на десять очков. В следующем сезон 2005/06 Маркос Алонсо проработал до 25-го тура, после чего его заменил Альфредо Мерино Тамайо, который привёл команду к 10-му месту. В том сезоне зимой команда рассталась с Арицем Адурисом, подписанным «Атлетиком Бильбао».
Празднование выхода в Примеру (2006/07)
В сезон 2006/07 «бело-фиолетовые» под руководством Хосе Луиса Мендилибара стали победителями Второго дивизиона, непобеждёнными и набрав рекордное количество очков. В следующем сезоне команда сохранила своё место в элите, а гол Хосебы Льоренте в ворота «Эспаньола» на 7,08 секунде стал самым быстрым на тот момент в испанской лиге. Сезон 2008/09 оказался близким к выходу в еврокубки, но неудачная финальная серия привела к борьбе за сохранение места в Первом дивизионе.
Сезон 2009/10 стал провальным. Команда оставалась внизу турнирной таблицы на протяжении всего первого круга чемпионата и после 20-го тура Хосе Луиса Мендилибара был уволен. На его место был назначен Онесимо Санчес, местный тренер, но он не смог изменить ситуацию. Спустя десять дней его также уволили и команду возглавил Хавьер Клементе, который за восемь игр не смог спасти команду от выбывания.
Тренеры которые работали в сезоне 2009/10
В сезоне 2010/11 Антонио Гомес Перес был назначен тренером, но из-за плохих результатов был уволен в декабре. Временно команду возглавил Хавьер Торрес Гомес, после чего был назначен Абель Ресино. Команда дошла до плей-офф, но после поражения в ответном матче от «Эльче» выбыла из турнира.
4 июля 2011 года Карлос Суарес объявил о покупке чуть более 58 % акций клуба, став новым крупнейшим акционером. Два дня спустя Мирослав Джукич был назначен тренером команды, подписав трёхлетний контракт. 29 декабря 2011 года Карлос Суарес сообщил о том, что клуб подал заявление о возбуждении процедуры банкротства, которое на следующий день было принято судьёй. В сезоне 2011/12 команда заняла третье место, набрав 82 очка и добилась перехода в Первый дивизион под руководством Мирослава Джукича.
В сезоне 2012/13 команде удалось спастись за четыре игры и остаться в Первом дивизионе, завершив сезон на четырнадцатом месте и на протяжения сезона ни разу не попадала в зону понижения в классе. Одним из героев был Джукич, тренер, который также сделал два открытия без каких-либо затрат: правый защитник, Рукавина и немецкий правый нападающий Патрик Эберт. Другими открытиями сезона стали два вратаря: Хайме и Дани Эрнандес. У команда была хорошая полузащита: Оскар (лучший бомбардир «Вальядолида» в сезоне, забивший 12 мячей в лиге), немец Патрик Эберт, Льюис Састре, Альваро Рубио и Виктор Перес; почти все игры они провели с одним центральным нападающим Хави Геррой (забил шесть мячей) и Манушу (забил девять мячей). Капитанами команд в этом сезоне были: Хави Бараха, Альваро Рубио, Хесус Руэда и Оскар.

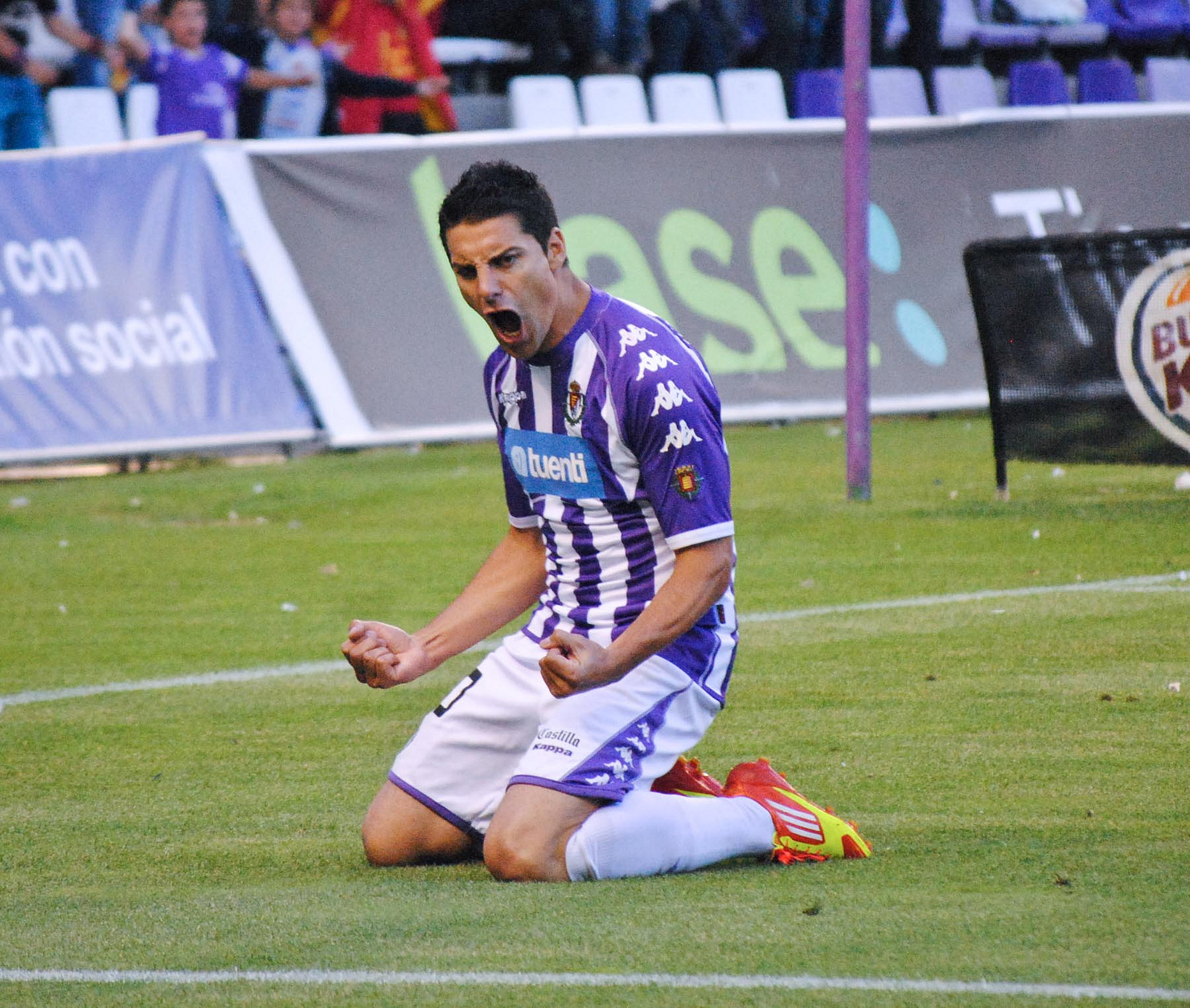
Оскар, играл за «Реал Вальядолид» в период с 2001 по 2004 год и с 2010 по 2016 годы

Сезон 2013/14 под руководством Хуана Игнасио Мартинеса оказался провальным несмотря на то, что команда сохранила практически весь состав, за исключением Баленсиаги, который вернулся из аренды в «Атлетик Бильбао». За сезон было выиграно всего семь игр. Сезон завершился выбыванием во Второй дивизион испанского футбола. Самым примечательным событием сезона стала победа над «Барселоной», единственный мяч в матче забил Фаусто Росси и ничья с «Реалом», единственный мяч в составе «Вальядолида» забил Осорио.
Во Втором дивизионе «Реал Вальядолид» объявил о подписании Браулио Васкеса в качестве нового спортивного директора и Руби в качестве нового тренера. В сезоне 2014/15 команда шла от большего к меньшему, не имея чёткого представления о том, что делать. Команда закончила сезон на пятом месте и выбыванием из плей-офф. Сезон 2015/16 начался неудачно, и 21 октября Гаиска Гаритано был уволен, и его заменил Мигель Анхель Португаль который проработал до 24 апреля 2016 года, его заменил Альберто Лопес Фернандес, которому не удалось улучшить ситуацию в команде, но за один матч до конца первенства он добился математического спасения от выбывания. Сезон 2016/17 начался с Пако Эррерой в качестве тренера и с широко обновлённым составом, в котором остались только три игрока из предыдущего сезона. Сезон оказался нестабильным, команде не удалость выйти в плей-офф. В Кубке Испании его выбил «Реал Сосьедад».
Сезон 2017/18 начался под руководством Луиса Сесара Сампедро. В самом начале Арнаис был продан в «Барселону». После 34 игр команда располагалась на одиннадцатом месте, трёх очков от зоны плей-офф, Луиса Сесара заменил Серхио Гонсалес после сезона. Команда смогла выйти и победить в плей-офф. В том сезоне нападающий Хайме Мата забил 35 голов, став лучшим бомбардиром чемпионата.

### Эра Роналдо, новый крупнейший акционер (с 2018 года)
Летом 2018 года поступило множество предложений о покупке клуба от нескольких иностранных бизнесменов, однако выбор пал на бывшего бразильского футболиста Роналдо. 3 сентября 2018 года он был представлен как новый владелец «Реал Вальядолида», а предыдущий президент Карлос Суарес занял пост генерального директора до своей отставки в августе 2019 года.
На момент прихода Роналдо команда уже провела первые три тура в Ла Лиге сезона 2018/19. В 10-м туре «Реал Вальядолид» занимал 6-е место, но вскоре у команды начался кризис, и в апреле она оказалась в зоне выбывания. Однако в последних турах результаты значительно улучшились, и команда смогла сохранить место в элите. В это время Калеро был продан «Эспаньолу» за восемь миллионов евро.
Серхио Гонсалес продолжил работать тренером в сезоне 2019/20. Сезон был прерван 13 марта (27-й тур), когда команда находилась на 15-м месте с 29 очками из-за пандемии COVID-19 и возобновился в середине июня. После возобновления команда обеспечила своё участие в элите в предпоследнем туре и финишировала на 13-м месте — это было лучшее достижение клуба за последние 18 сезонов. На протяжении всего сезона «Реал Вальядолид» ни разу не занимал позицию на выбывание из элиты. Хотя игра команды не всегда была привлекательной для зрителей, она отличалась высокой эффективностью в обороне. Особенно выделялся ганский защитник Салису, который летом был продан «Саутгемптону» за 12 миллионов евро — крупнейшая продажа игрока «Вальядолида» на тот момент. В январе Роналдо подписал Бена Арфу на правах свободного агента, однако он покинул команду в конце сезона, не сыграв ни одной минуты.
23 мая 2020 года было объявлено о принципиальном соглашении с баскетбольным клубом «Сьюдад де Вальядолид» о сотрудничестве между обеими организациями. Это слияние означало, что баскетбольный клуб станет частью «Вальядолида». Среди изменений были: смена цвета клуба и название баскетбольной команды. 10 июля 2020 года «Атлетико Тордесильяс» согласился стать дочерней командой «Вальядолида» на один сезон с возможностью продления. При этом «Атлетико Тордесильяс» сохранил свою правосубъектность и совет директоров. Соглашение предусматривало аренду молодых игроков «бело-фиолетовых», оплату обучения тренеров, поставку спортивного инвентаря и помощь с инфраструктурой. 3 августа 2020 года было подписано трёхлетнее соглашение о сотрудничестве с баскетбольным клубом «Сьюдад де Вальядолид». Соглашение предусматривало изменение названия баскетбольной команды на «Реал Вальядолид Балонсесто», смену цветов на белый и фиолетовый, а также назначение директором Давида Эспинара. Кроме того, планировалась совместная продажа абонементов. 21 августа 2020 года было подписано соглашение с «Атлетико Тордесильяс», которое стало второй дочерней командой «бело-фиолетовых».
Сезон 2020/21 начался в сентябре вместо августа из-за перерыва, вызванного коронавирусом. RFEF в правилах лиги 2020/21 обязала команды Первого и Второго дивизиона искать альтернативный стадион для проведения домашних игр на случай, если COVID-19 осложнится и не позволит проводить игры на привычном стадионе. В качестве первого варианта клуб рассматривал стадион «Нуэва Баластера» в Паленсии, при условии, что он будет соответствовать минимальным требованиям LFP. Альтернативный стадион должен был находиться за пределами своего автономного сообщества, поэтому наиболее вероятными кандидатами были стадионы в Мадриде. Кроме того, в сезоне по-прежнему разрешались пять замен.
Сезон 2020/21 стал настоящей катастрофой для «Вальядолида»: первая победа была одержана только в 9-м туре, после трёх ничьих и пяти поражений. Это был сезон с наименьшим количеством побед в истории клуба в Первом дивизионе. Команда пропускала голы в 35 из 38 матчей, а во втором круге была зафиксирована лишь одна победа, что в итоге привело к выбыванию команды во Второй дивизион после трёх сезонов в элите. Болельщики обвинили руководство клуба в том, что не были предприняты необходимые меры для предотвращения понижения. Сезон 2021/22 стал 36-м для клуба во Втором дивизионе, и его главной целью было вернуть энтузиазм болельщиков после одного из худших сезонов в истории клуба. 22 июня 2021 года было объявлено о расторжении соглашения с «Атлетико Тордесильяс» из-за перехода «Вальядолида» во Второй дивизион.

График выступлений «Вальядолида» в лиге в период 1929—2023

В 2022 году линия обороны команды показала отличные результаты, превзойдя предыдущий рекорд по пропущенным мячам. Предыдущий рекорд был установлен в Первом дивизионе Сесаром Санчесом — 555 минут без пропущенных мячей. Новый рекорд установил Жорди Масип, который не пропустил мячей в течение 646 минут. В результате команда смогла вернуться в Ла Лигу, завершив сезон на втором месте и став самой результативной командой с 71 забитым голом, благодаря 20 голам израильтянина Шона Вайсмана.
Сезон 2022/23 начался под руководством Пачеты. В команду вернулись два воспитанника — Серхио Асенхо и Серхио Эскудеро, а также было продано рекордное количество абонементов — 22 250. Однако сезон оказался очень нестабильным: к началу чемпионата мира в Катаре команда занимала 12-е место. Зимой состав пополнили Дарвин Мачис, Селим Амалла, Мартин Онгла и Кайл Ларин, которые пришли с намерением улучшить игру команды. Однако после разгромного поражения на «Сантьяго Бернабеу» (0:6) в 28-м туре Пачета был уволен, а его место занял Пауло Пеццолано. Несмотря на стартовые семь очков за первые три матча под руководством нового тренера, команде не удалось изменить ситуацию, и она снова выбыла во Второй дивизион. За последние 20 лет «Реал Вальядолид» выбывал пять раз, став командой с наибольшим количеством понижений в XXI веке.
Роналдо утвердил Пауло Пеццолано на пост тренера «Вальядолида» на сезон 2023/24. За 11 дней до начала чемпионата был уволен спортивный директор Фран Санчес, и на его место назначили Доминго Катоире. Болельщики остались недовольны этим назначением из-за сомнительной репутации нового спортивного директора, который только что ушёл из «Эспаньола» и плачевного состояния команды. На матче Кубка «Сьюдад де Вальядолида» фанаты начали скандировать: «Роналдо, уходи сейчас же», выражая своё недовольство последними решениями руководства. На момент матча в команде было всего 15 игроков, при этом её покинули ключевые футболисты, такие как Селим Амалла и Кайл Ларин.
Трансферное окно закрылось 1 сентября с разочарованием: несмотря на рекордные 21 849 проданных абонементов во Втором дивизионе, клуб подписал лишь одного нового игрока — Силлу. Сезон начался неудачно: хотя команда одержала победу в первом туре, в трёх последующих матчах она потерпела поражения, не забив ни одного мяча. Болельщики продолжали расстраиваться из-за трансферов: были подписаны бразильские игроки, такие как Джон Витор, который провёл всего несколько игр, Густаво Энрике — 30-летний игрок, над которым смеялись турецкие болельщики и Маркос Андре, за которого заплатили 1 800 000 евро за 50 % прав.
После первого круга команда занимала четвёртое место, что давало право участвовать в плей-офф. В начале 2024 года ушёл Джон Витор, который вернулся в «Сантос», а затем перешёл в «Ботафого». Уход игрока ещё больше разозлил болельщиков, поскольку информация о его переходе в «Ботафого» появилась раньше, чем сообщение о его уходе из клуба. Первая игра года завершилась поражением от «Бургоса» (0:1). Первым новичком стал молодой игрок «Валенсии» Сесара Тарреги, который прибыл в аренду до конца сезона, заменив Густаво Энрике, который бесплатно перешёл в «Коринтианс». Бразильская команда официально объявила об этом раньше, чем «Реал Вальядолид», что усилило недовольство болельщиков.
Матч против «Эльче» стал четвёртым подряд без забитых мячей. Фанаты всё ещё ждали новых игроков, но команде сначала нужно было освободить зарплатную ведомость, которая увеличилась на 40 %. На следующий день после ухода Густаво Энрике, в аренду с правом выкупа пришёл перспективный хорватский нападающий Стипе Биук. На следующий день команду покинул Джони Монтьель, который не смог вписаться в состав, несмотря на ожидания. 29 января команда одержала первую победу в новом году в матче против «Расинга» (3:1). 31 января Тунде Акинсола ушёл в аренду, а 1 февраля команду пополнили Амат Ндиайе — воспитанник «Вальядолида» и Лукас Оливейра, который вместе с Пауло Пеццолано был ключевым игроком в «Крузейро». Оба игрока пришли в аренду, но у Амата была возможность выкупа в случае выхода в Первый дивизион.
3 февраля команда сыграла вничью с лидером чемпионата (0:0), а 8 февраля к клубу присоединился Альваро Негредо, который остался без команды после расторжения контракта с «Кадисом». 26 мая 2024 года, в 41-м туре команда одержала победу над «Вильярреалом B» со счётом 3:2, что позволило ей вернуться в Первый дивизион.
Сезон 2024/25 начался разочаровывающе для «Вальядолида», несмотря на возвращение старой эмблемы и рекордные 24 000 проданных абонементов. На трансферном рынке клуб не подписал новых игроков, что усугубило проблемы команды. В составе отсутствовал левый защитник и в последний день трансферного окна лучший защитник Энцо Бойомо был продан «Осасуне». На его место был подписан Хуанми Латаса, что вызвало недовольство среди болельщиков. После 15 туров команда оказалась в нижней части турнирной таблицы, набрав всего девять очков. Положение стало критическим, и после сокрушительного поражения от мадридского «Атлетико» со счётом 0:5 Пауло Пеццолано был уволен, чего болельщики требовали ещё с прошлого сезона. Это решение стало ожидаемым шагом в условиях нарастающего недовольства со стороны фанатов и плохих результатов команды.

## Достижения
- Кубок Испании
  - Финалист (2): 1949/50, 1988/89
- Кубок испанской лиги
  - Обладатель: 1983/84
- Сегунда
  - Победитель (3): 1947/48, 1958/59, 2006/07
- Терсера
  - Победитель (4): 1932/33, 1933/34, 1945/46, 1946/47
- Кубок Дуварда
  - Обладатель: 1951/52
- Кубок Кастилии и Леона
  - Обладатель (2): 1931, 1985
- Кубок Испанской Королевской Федерации Футбола
  - Обладатель: 1953

## Рекорды
- Беспроигрышная серия — 29 матчей в сезоне 2006/07 в Сегунде
- 20 января 2008 был забит самый быстрый гол в истории Ла Лиги — за 7' 8" — автором гола стал Хосеба Льоренте[86]

## Сезоны по дивизионам
- Примера — 42 сезона
- Сегунда — 33 сезона
- Терсера — 10 сезонов

## История выступлений в Еврокубках

#### Кубок УЕФА
| Сезон   | Раунд        | Клуб       | Дома | Выезд | Общий счёт |
| ------- | ------------ | ---------- | ---- | ----- | ---------- |
| 1984/85 | Первый раунд | v. Риека   | 1-0  | 1-4   | 2-4        |
| 1997/98 | Первый раунд | v. Сконто  | 2-0  | 0-1   | 2-1        |
| 1997/98 | Второй раунд | v. Спартак | 1-2  | 0-2   | 1-4        |

#### Кубок обладателей кубков УЕФА
| Сезон   | Раунд         | Клуб               | Дома | Выезд      | Общий счёт |
| ------- | ------------- | ------------------ | ---- | ---------- | ---------- |
| 1989/90 | Первый раунд  | v. Хамрун Спартанс | 5-0  | 1-0        | 6-0        |
| 1989/90 | Второй этап   | v. Юргорден        | 2-0  | 2-2        | 4-2        |
| 1989/90 | Четвертьфинал | v. Монако          | 0-0  | 0-0 (д.в.) | 1-3 (Пен.) |

## Символика

### Название

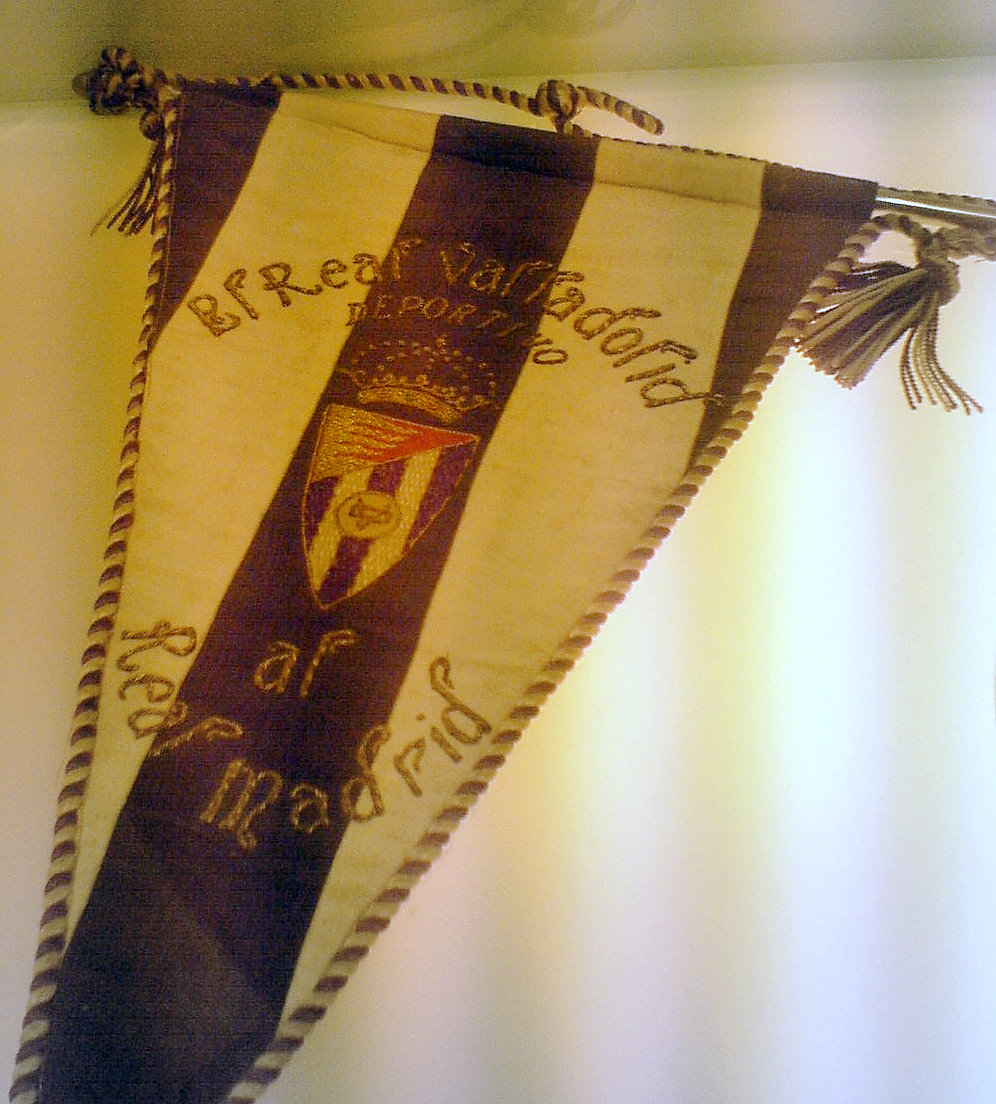
1956 год, вымпел на матч «Реал Вальядолид Депортиво» и «Реал Мадрид»

Руководство клуба сохраняла название «Реал Вальядолид Депортиво» с 1928 до 1992, то есть с момента создания до преобразования в акционерное общество. Исключение составляет лишь период Гражданской войны (1931—1939) — тогда клуб временно утратил приставку Real и назывался «Вальядолид Депортиво». 29 июня 1998 года на собрании акционеров он обрёл современное название — Real Valladolid Club de Fútbol, S. A. D., то есть Спортивное акционерное общество «ФК Реал Вальядолид».

### Эмблема

Герб испанского города Вальядолид

Эмблема «Вальядолида», похожая на герб одноимённого города, появилась на свет вместе с клубом в 1928 году. Корона, полученная в наследство от клуба «Реал Унион Депортива», отражает королевский статус. В левой части щита расположены пять языков пламени — один из основных элементов городского герба. Пять замков выражают принадлежность к автономному сообществу Кастилия и Леон. Правая часть щита окрашена в клубные цвета — недаром фанатов «Вальядолида» называют бело-фиолетовыми.
В 1962 году мэрия Вальядолида разрешила клубу украсить эмблему крестом и венком с Ордена святого Фердинанда. Впоследствии инициалы VD (Real Valladolid Deportivo или Club Valladolid Deportivo) в центре композиции были изменены на RV (Real Valladolid).

### Гимн
На протяжении своей истории клуб имел два гимна. Первый, «Banderas blancas y violetas» («Белые и фиолетовые флаги»), был создан в 1982 году Хосе Мигелем Ортегой (слова) и Аркудусом (музыка). Второй гимн, действующий на сегодняшний день, был написан в 1995 году авторами Мигелем Анхелем Ривера и Хосе Луисом Гомесом.

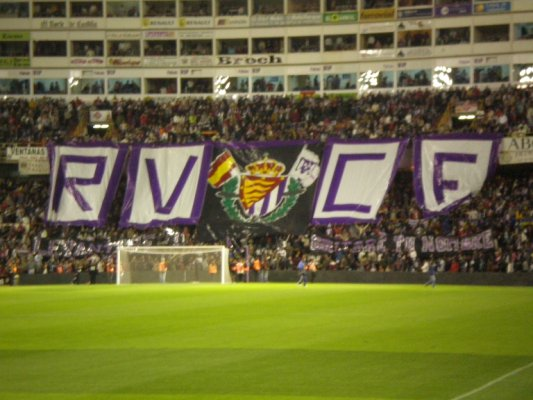
Баннер с эмблемой клуба и аббревиатурой в северной части стадиона Хосе Соррилья за несколько мгновений до начала матча.

### Талисман
Первый талисман футбольного клуба «Вальядолид» появился 29 ноября 1998 года и был назван Пусело — это название отсылает к одному из символов города Вальядолида. Пусело представлял собой зубчатую стену замка, что является символом Кастилии, и носил цвета клуба: белый и фиолетовый. Он активно участвовал в развлечениях на стадионе и появлялся в различных коммерческих проектах клуба.
3 июля 2009 года «Вальядолид» представил своего нового талисмана по имени Пепе Соррильо. Это произошло в XXXVII розыгрыше Кубка Сьюдад де Вальядолид против футбольного клуба «Вильярреал». Пепе — это лис, одетый как рыцарь, с цветами клуба на плаще и щите. Его имя отсылает к писателю из Вальядолида Хосе Соррилья, в честь которого назван стадион.

## Болельщики
В сезоне 2019/20 «Реал Вальядолид» имеет более 22 000 владельцев абонементом, что является текущим рекордом. Болельщиков часто называют «пуселанос» (исп. Pucelanos), хотя это названия распространяется на всех жителей города. В федерации болельщиков «Вальядолида» зарегистрировано в общем сложности 43 клуба, все они расположены в городе или в провинции Вальядолида, но есть исключение — Барселона, Мадрид и Фреснеда-де-Куэльяр (Сеговия). В сезоне 2009/10 клуб побил свой рекорд по продаже абонементов, достигнув значения более 18600. Клуб располагает развлекательной зоной под названием Fondo Norte 1928. Она была основана по инициативе Федерации фанатских сообществ Вальядолида и сейчас находится под эгидой местных фан-клубов Komando Violeta, Dando Guerra, Infierno de Zorrilla, Peña Mendilibar, Piratas de Pucela, Tiburones del Pisuerga и Peña Marcos Fernández. В сезоне 2019/20 клуб в очередной раз побил рекорд владельцев абонементов — 22 212 человек.

## Факты о клубе
- Адрес центрального офиса: проспект Мундиаля 82 (Эстадио Хосе Соррилья) (исп. Avda. del Mundial 82 (Estadio José Zorrilla))
- Адрес официального магазина: Мантерия 24 (исп. Mantería, 24), магазин Justo Muñoz в Вальядолиде, а также на стадионе Эстадио Хосе Соррильи
- Количество сезонов в Примере: 42
- Количество сезонов в Сегунде: 37
- Количество сезонов в Терсере: 9
- Лучшее место в Примере: 4-е (сезон 1962/63)
- Худшее место в Примере: 19-е (сезоны 1991/92, 1994/95)
- Самая крупная победа: Реал Овьедо 3:8 Реал Вальядолид
- Самая крупная домашняя победа: Реал Вальядолид 6:0 Кордова (13/01/63), Реал Вальядолид 6:0 Райо Вальекано (30/09/12) и Реал Вальядолид 6:0 Барселона B (21/12/14)
- Самое крупное поражение: Реал Мадрид 7:0 Реал Вальядолид (аналогичный результат дважды зафиксирован в матчах с "Атлетико)
- Самая крупная победа в еврокубках: Реал Вальядолид 5:0 Хамрун Спартанс (Кубок обладателей кубков УЕФА 1989/1990)
- Самое крупное поражение в еврокубках: Риека 4:1 Реал Вальядолид (Кубок УЕФА 1984/1985)
- Самая крупная кубковая победа: Реал Вальядолид 8:0 Констансия Инка (67-68)
- Самое крупное кубковое поражение: Севилья 8:0 Реал Вальядолид (28-29)

## Экипировка

### Домашняя форма

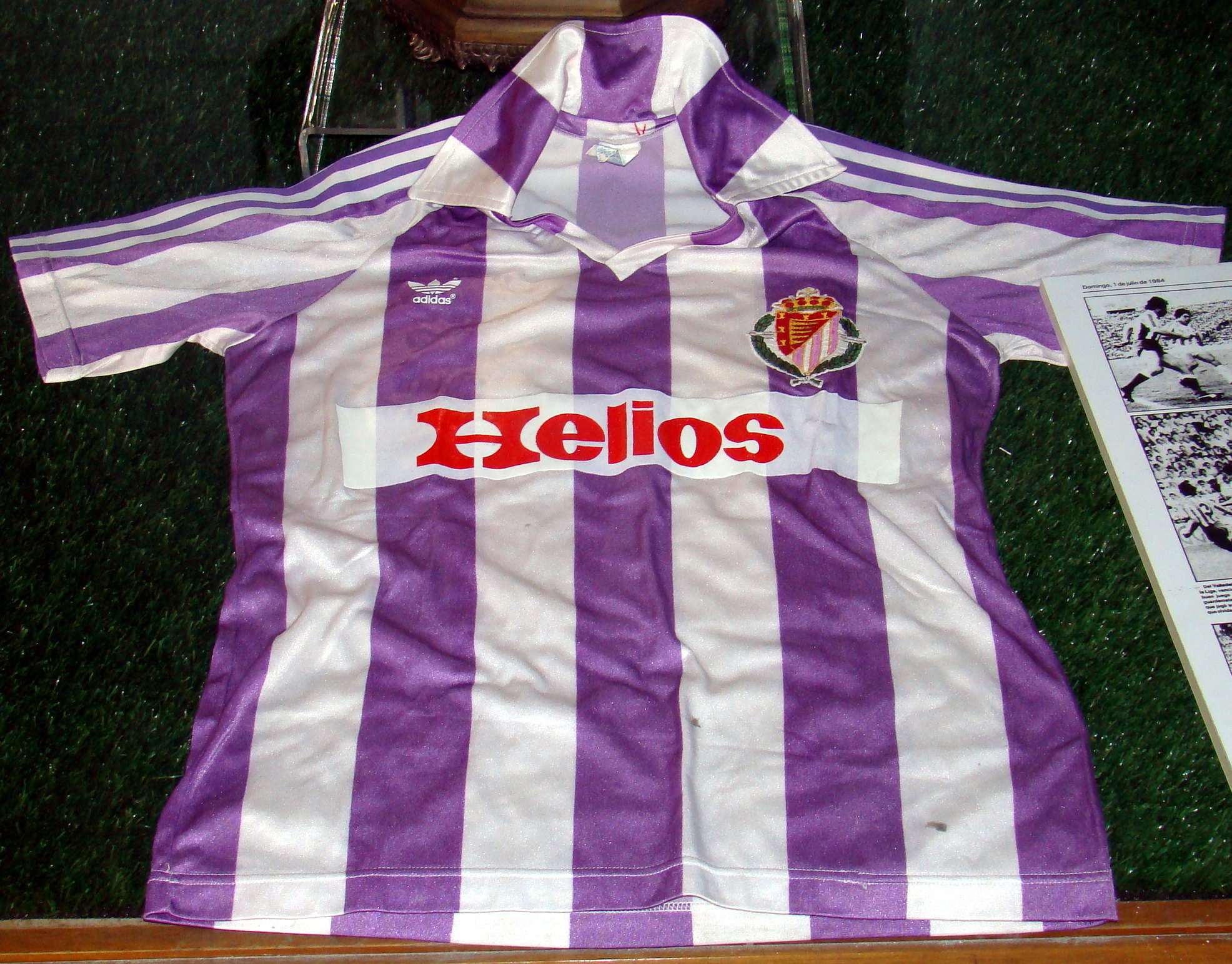
Домашняя форма «Вальядолида» в сезоне 1983/84

С момента своего основания, «Реал Вальядолид» придерживается определённой концепции формы, установленной 22 апреля 1928 года. В этот день также были представлены эмблема и стадион клуба. Домашняя форма, выполненная в бело-фиолетовых тонах, сохраняется с минимальными изменениями и до сегодняшнего дня. Чтобы избежать разногласий, клуб решил отказаться от цветовых предпочтений других футбольных команд, таких как «Депортиво Эспаньол» и «Реал Унион Депортива» (синий и красный соответственно). В результате была выбрана форма: футболка с фиолетовыми и белыми вертикальными полосами и белые шорты. Гетры были чёрными до 1954 года, после чего стали белыми.
| 2006/07 | 2007/08 | 2008/09 | 2009/10 | 2010/11 | 2011/12 | 2012/13 | 2013/14 | 2014/15 | 2015/16 |  |  |
| 2016/17 | 2017/18 | 2018/19 | 2019/20 | 2020/21 | 2021/22 | 2022/23 | 2023/24 | 2024/25 |         |  |  |

### Выездная форма
В качестве выездной формы «Реал Вальядолид» традиционно использует фиолетовый цвет в сочетании с красным, который также является одним из исторических цветов второй формы клуба. В разные годы применялись и другие дизайны, не имеющие исторической традиции. Например, в сезоне 1997/98 была создана форма от Kelme с чёрными и фиолетовыми полосами, которая затем была восстановлена в качестве второй формы для сезона 2009/10. В сезоне 2014/15 в качестве второй формы использовалась лаймовая футболка, а в сезоне 2020/21 клуб представил новый дизайн: одна половина футболки была фиолетовой, а другая — розовой с фиолетовыми деталями.
| Форма | Форма · Форма |

| 2006/07 | 2007/08 | 2008/09 | 2009/10 | 2010/11 | 2011/12 | 2012/13 | 2013/14 | 2014/15 |  |  |  |  |
| 2015/16 | 2016/17 | 2017/18 | 2018/19 | 2019/20 | 2020/21 | 2021/22 | 2022/23 | 2024/25 |  |  |  |  |

### Резервная форма
Резервная форма стала новинкой последних[каких?] сезонов, среди используемых цветов были жёлтый, серый и чёрный. В некоторых случаях фиолетовый цвет выездной формы переносился на третий комплект, как это было в сезоне 2009/10.
| 2007/08 | 2008/09 | 2009/10 | 2010/11 | 2013/14 | 2015/16 | 2022/23 | 2023/24 | 2024/25 |

Источники:,

### Памятные футболки
На протяжении своей истории клуб выпускал несколько памятных футболок белого цвета, которые не использовались в официальных матчах. Например, футболка, приуроченная к 75-летию клуба или к выходу в Первый дивизион в сезоне 2006/07, которая была фиолетовой с именами игроков команды того года, написанными белыми буквами в форме цифры «1».
На Кубке Испании 1999/2000, в матче против клуба «Реал Унион» в Ируне, «Реал Вальядолид» выступал в фиолетовой футболке с жёлтыми горизонтальными полосами, имитирующими пламя. Кроме того, во время плей-офф за выход в Первый дивизион в сезоне 2010/11 болельщики получили возможность поддержать команду, приобретая футболки с девизом #yonoaflojo. В сезоне 2011/12, столкнувшись с невозможностью сыграть в двух имеющихся комплектах формы против «Картахены» 26 ноября 2011 года, клуб предложил своим болельщикам через официальную страницу в Facebook выбрать цвет футболки для игры. После голосования с участием около 3000 человек абсолютным большинством был выбран розовый цвет; среди других вариантов были зелёный и синий (как светлый, так и тёмный). В этой футболке и выступили игроки «Вальядолида» в матче с «Картахеной», также она имела девиз в поддержку борьбы с раком груди. 22 декабря 2013 года в матче против «Эспаньола», «Реал Вальядолид» снова сыграл в розовой футболке от Hummel, поддерживая борьбу с раком молочной железы.
В сезоне 2012/13 в матче на стадионе «Сантьяго Бернабеу» против «Реала» команда выступила в специальной чёрно-фиолетовой футболке в полоску в поддержку заявки Мадрида на проведение летних Олимпийских игр 2020 года.
| 2011/12 | 2012/13 | 2013/14 |

### Титульные и технические спонсоры
В таблицах ниже приставлены хронология технических и титульных спонсоров «Вальядолида» с 1980 года:
| Период     | Производители формы |
| ---------- | ------------------- |
| 1981—1985  | Adidas              |
| 1985—1987  | Meyba               |
| 1987—1990  | Rasán               |
| 1990—1993  | Front Runner        |
| 1993—2001  | Kelme               |
| 2001—2006  | Umbro               |
| 2006—2010  | Puma                |
| 2010—2013  | Kappa               |
| 2013—2018  | Hummel              |
| 2018—н. в. | Adidas              |

| Период     | Спонсоры                          |
| ---------- | --------------------------------- |
| 1983—1994  | Helios                            |
| 1994—1995  | Halcón Viajes                     |
| 1995—1996  | Parquesol Inmobiliaria и Marbella |
| 1996—2002  | Caja España                       |
| 2002—2005  | Несколько на разных футболках     |
| 2005—2006  | Stevenson Electrodomésticos       |
| 2006—2007  | Несколько на разных футболках     |
| 2007—2010  | Caja Duero                        |
| 2010—2011  | Без спонсора                      |
| 2012       | Tuenti (Только в период плей-офф) |
| 2012—2014  | Без спонсора                      |
| 2014—2020  | Cuatro Rayas                      |
| 2020—н. в. | Estrella Galicia                  |

## Текущий состав
| 1  | Флаг Португалии | Вр  | Андре Феррейра                           | 1996 |  |  |  |  |  |
| 13 | Флаг Эстонии    | Вр  | Карл Хейн (арендован из «Арсенала»)      | 2002 |  |  |  |  |  |
|    |                 |     |                                          |      |  |  |  |  |  |
| 2  | Флаг Испании    | Защ | Луис Перес (вице-капитан)                | 1995 |  |  |  |  |  |
| 3  | Флаг Испании    | Защ | Давид Торрес                             | 2003 |  |  |  |  |  |
| 5  | Флаг Испании    | Защ | Хавьер Санчес (капитан)                  | 1997 |  |  |  |  |  |
| 6  | Флаг Турции     | Защ | Дженк Озкаджар (арендован из «Валенсии») | 2000 |  |  |  |  |  |
| 15 | Флаг Швейцарии  | Защ | Эрай Джёмерт (арендован из «Валенсии»)   | 1998 |  |  |  |  |  |
| 22 | Флаг Бразилии   | Защ | Лукас Роса                               | 2000 |  |  |  |  |  |
|    |                 |     |                                          |      |  |  |  |  |  |
| 4  | Флаг Испании    | ПЗ  | Виктор Месегер                           | 1999 |  |  |  |  |  |
| 8  | Флаг Испании    | ПЗ  | Кике Перес                               | 1997 |  |  |  |  |  |
| 10 | Флаг Испании    | ПЗ  | Иван Санчес                              | 1992 |  |  |  |  |  |
| 11 | Флаг Испании    | ПЗ  | Рауль Моро                               | 2002 |  |  |  |  |  |

| 12 | Флаг Испании   | ПЗ  | Марио Мартин (арендован из «Реал Мадрида») | 2004 |  |  |  |  |  |
| 16 | Флаг Испании   | ПЗ  | Сесар де ла Ос                             | 1992 |  |  |  |  |  |
| 18 | Флаг Венесуэлы | ПЗ  | Дарвин Мачис                               | 1993 |  |  |  |  |  |
| 19 | Флаг Сенегала  | ПЗ  | Амат Ндиайе                                | 1996 |  |  |  |  |  |
| 20 | Флаг Хорватии  | ПЗ  | Станко Юрич                                | 1996 |  |  |  |  |  |
| 21 | Флаг Марокко   | ПЗ  | Селим Амалла                               | 1996 |  |  |  |  |  |
| 23 | Флаг Марокко   | ПЗ  | Ануар Тухами                               | 1995 |  |  |  |  |  |
| 24 | Флаг Бразилии  | ПЗ  | Кенеди                                     | 1996 |  |  |  |  |  |
| 28 | Флаг Испании   | ПЗ  | Чуки                                       | 2004 |  |  |  |  |  |
|    |                |     |                                            |      |  |  |  |  |  |
| 7  | Флаг Сенегала  | Нап | Мамаду Силла                               | 1994 |  |  |  |  |  |
| 9  | Флаг Бразилии  | Нап | Маркос Андре                               | 1996 |  |  |  |  |  |
| 14 | Флаг Испании   | Нап | Хуанми Латаса                              | 2001 |  |  |  |  |  |

## Администрация

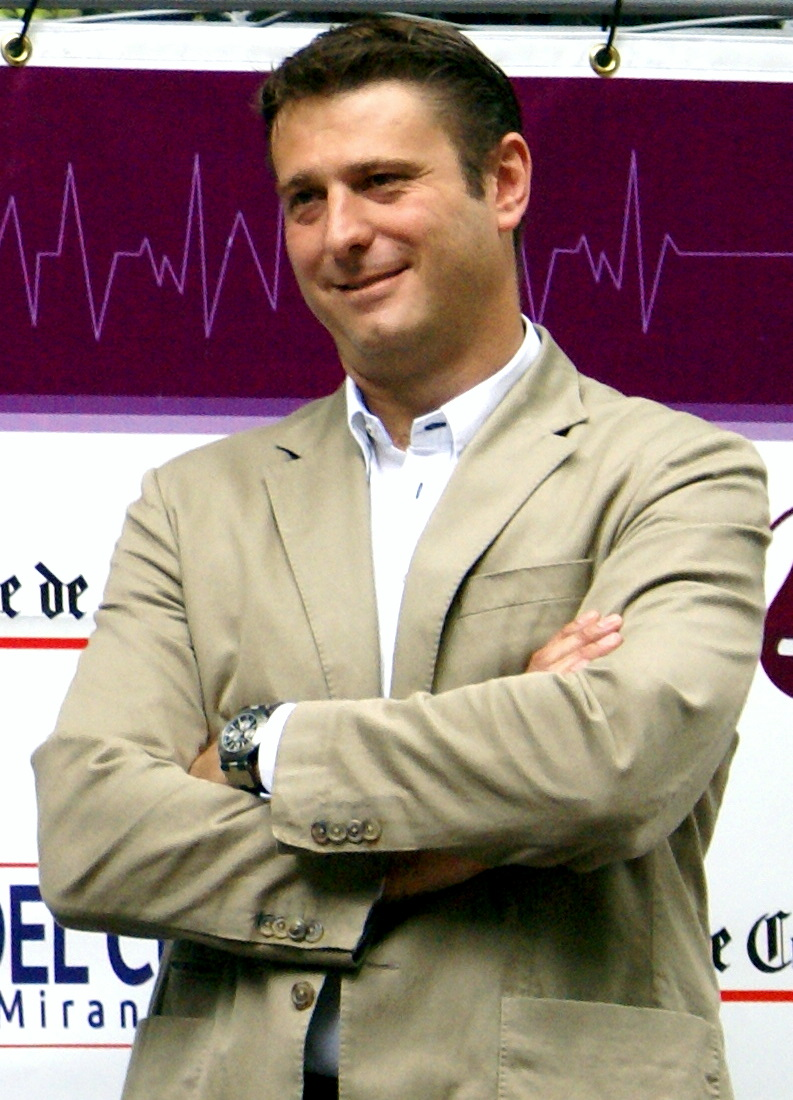
Карлос Суарес, президент клуба с мая 2001 года, и владелец большей части акций клуба с 2011 года

На протяжении всей своей истории у «Вальядолида» было 27 президентов. Бывший президент Карлос Суарес занимал эту должность 16 лет, что является самым длительным сроком. Гонсало Алонсо единственный, кто работал в двух разных периодов (78/79-81/82, середина 83/84-начало 86/87). Самый известный президент клуба был Маркос Фернандес, который взял «Реал Вальядолид» после преобразования в акционерное общество (в 1992 году) и именно он заложил основу EuroPucela. C 2018 года президентом клуба является Роналдо.

### Текущее правление
В настоящее время правления состоит из совета директоров, технического секретариата и администрации:

#### Совет директоров
| - Президент: - Роналдо - Генеральный директор: - Матье Фенарт - Вице-президент: - Давид Эспинар |

#### Спортивный менеджмент
| - Спортивный директор: - Доминго Катоира - Координатор команды: - Луис Гонсалес Касас | - Скаут: - Хосе Мануэль Эрнандес |

#### Администрация
| - Юридические услуги : - Senn & Ferrero Asociados - Директор направления спортивной стратегии: - Пауло Андре Бенини - Глава молодёжного департамента: - Альберто Маркос | - Директор оперативного отдела: - Хорхе Сантьяго - Директор направления развития бизнеса: - Габриэль Лима - Финансовый директор: - Луис Гарсия Браво | - Директор по персоналу: - Иван дель Кампо Ривас - Пресс-атташе: - Марио Мигель Ньето |

### Нынешние акционеры
Мажоритарным акционером является Роналдо, владеющий примерно 72,7 % акций.

### Список всех президентов
| - 1. Педро Сулоага, 1928-29 - 2. Сантос Родригес Пардо, 1929-30 - 3. Хосе Канталапьедра де Кастро, 1930-44 - 4. Херман Аданес Оркахуэло, 1944-45 - 5. Анхель Сория, 1945-46 - 6. Хуан Репреса де-Леон, 1946-50 - 7. Мануэль Гонсалес, 1950-51 - 8. Рамон Прадера Ориуэла, 1951-58 - 9. Карлос-дель-Рио, 1958-61 | - 10. Хосе Мигель Аррате, 1961-65 - 11. Хосе Луис Сасо, 1965-67 - 12. Антонио Альфонсо Гомес, 1967-70 - 13. Сантьяго Гальего Гарридо, 1970-74 - 14. Фернандо Алонсо Лопес, 1974-78 - 15. Гонсало Алонсо де Пас, 1978-82 - 16. Мануэль Эстебан Касадо, 1982-83 - 17. Педро Сан Мартин Лопес, 1983 - 18. Гонсало Алонсо де Пас, 1983-86 | - 19. Мигель Анхель Перес, 1986-90 - 20. Гонсало Гонсало Родригес, 1990-92 - 21. Андрес Мартин де Пас, 1992 - 22. Маркос Фернандес Фернандес, 1992-98 - 23. Маркос Фернандес, 1998-00 - 24. Анхель Фернандес Фермоселье, 2000 - 25. Игнасио Левин Фернандес, 2000-01 - 26. Карлос Суарес Суреда, 2001—2018 - 27. Роналдо, 2018 — н.в. |

## Игроки и тренеры

### Игроки
Полный список футболистов, выступавших за футбольный клуб «Реал Вальядолид», о которых есть статьи в Википедии, смотрите здесь.
За всю историю клуба было всего десять игроков которые смогли пробиться в сборную Испании играя за «Реал Вальядолид»:
| Игрок                | Дата дебюта      | Матч                  |
| -------------------- | ---------------- | --------------------- |
| Херардо Коке         | 1 июня 1952      | Испания 6:0 Ирландия  |
| Франсиско Лесмес     | 6 января 1954    | Испания 5:1 Турция    |
| Роман Матито         | 18 мая 1955      | Испания 1:1 Англия    |
| Эмилио Морольон      | 9 января 1963    | Испания 0:0 Франция   |
| Эусебио Сакристан    | 24 сентября 1986 | Испания 3:1 Греция    |
| Луис Марьяно Мингела | 20 сентября 1989 | Испания 1:0 Польша    |
| Габриэль Мойя        | 13 декабря 1989  | Испания 2:1 Швейцария |
| Грегорио Фонсека     | 19 февраля 1992  | Испания 1:1 СНГ       |
| Виктор Фернандес     | 23 февраля 2000  | Хорватия 0:0 Испания  |
| Рикардо Лопес        | 14 ноября 2001   | Испания 1:0 Мексика   |

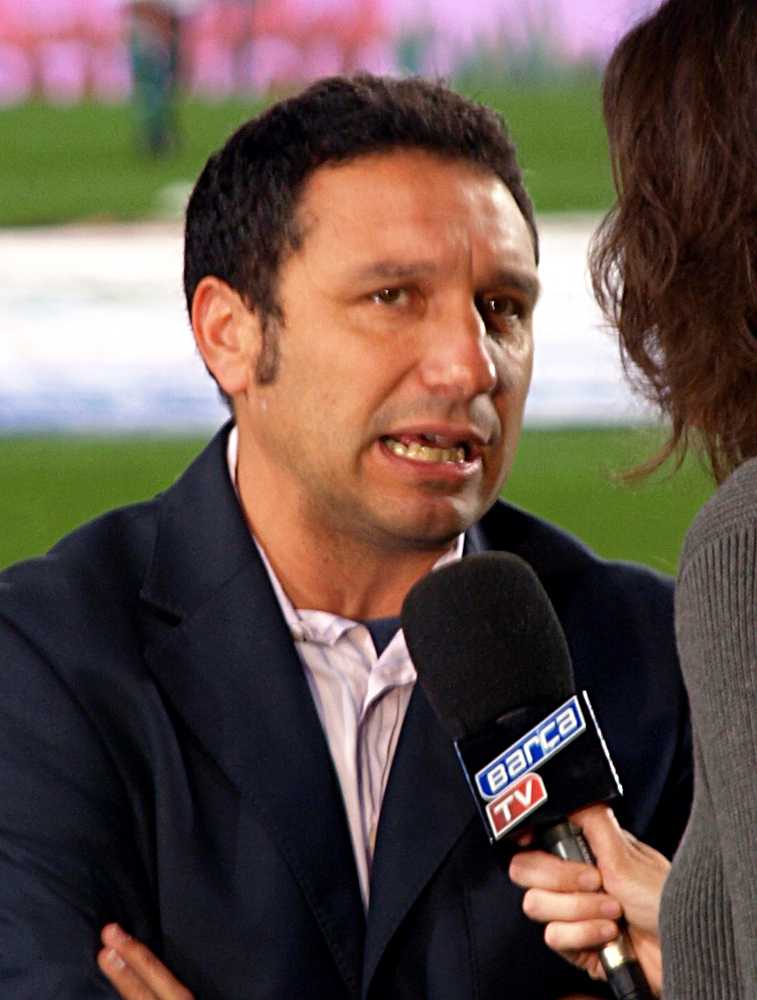
Эусебио Сакристан воспитанник «Вальядолида», входит в зал славу футбольного клуба «Барселона». Свою футбольную карьеру закончил в родном клубе (в 2002 году)

Несмотря на статус «скромного клуба», в «Вальядолиде» воспитали игроков которые позже дебютируют за сборную Испании: Хулио Карденьоса, Хосе Луис Каминеро, Хесус Ландабуру, Фернандо Йерро, Хуан Карлос, Хосе Эмилио Амависка, Сесар Санчес и Ариц Адурис.
В числе известных иностранцев входили: гондурасец Жилберту, колумбийцы Рене Игита, Леонель Альварес, Джон Лосано и Карлос Вальдеррама, японец Сёдзи Дзё, мексиканец Куаутемок Бланко. сальвадорец Махико Гонсалес, чилиец Патрисио Яньес, уругваец Хорхе Да Сильва, парагваец Хусто Вильяр, венесуэлец Дани Эрнандес и анголец Манушу.

### Индивидуальные трофеи

#### Трофей Пичичи
- Мануэль Баденес (1957/58) — 19 голов в 29 матчах
- Хорхе Да Сильва (1983/84) — 17 голов в 30 матчах

#### Трофей Саморы
- Альберто (2006/07) — 28 пропущенных голов в 35 матчах
- Хайме (2011/12) — 36 пропущенных голов в 40 матчах

#### Трофей Патрисио Араболасы
- Мануэль Будрашидос (1956/57)

### Тренеры
На протяжении всей своей истории «Вальядолид» делал ставки на Испанских тренеров. Помимо местных наставников, командой руководили: три венгра и аргентинца, два уругвайца и хорвата, один парагваец, чилиец, колумбиец, немец и серб.
Единственный титул завоевал Редондо (воспитанник «Вальядолида»). Свой след в истории оставили такие специалисты как: Антонио Барриос, Висенте Кантаторе, Антони Рамальетс и Хосе Луис Мендилибар.
Тренеры, которые провели много время в «Вальядолиде»: Иштван Платко (9 лет), Висенте Кантаторе (5 лет), Хосе Луис Сасо (5 лет), Антонио Барриос (4 года), Хосе Луис Мендилибар (4 года).
| - 1. Иштван Платко, 1928-31 - 2. Ачаландабасо, 1931-34 - 3. Иштван Платко, 1934-40 - 4. Хуан Бильбао, 1940-41 - 5. Карлос Платко, 1941-43 - 6. Альфонсо Мартинес, 1943 - 7. Хосе Планас, 1943-44 - 8. Аркадио Артеага, 1944-45 - 9. Антонио Барриос, 1945-48 - 10. Эленио Эррера, 1948-49 - 11. Антонио Барриос, 1949-50 - 12. Хуан Ипинья, 1951-52 - 13. Хосе Ирарагорри, 1952-53 - 14. Луис Миро, 1953-56 - 15. Рафаэль Юнта, 1956-58 - 16. Хосе Луис Сасо, 1958-60 - 17. Педро Эгилус, 1960-61 - 18. Франсиско Лесмес, 1961-62 - 19. Мануэль Солер, 1961-62 - 20. Эриберто Эррера, 1962 - 21. Антони Рамальетс, 1962-63 - 22. Анхель Субиета, 1963 - 23. Франсиско Лесмес, 1963-64 - 24. Хулиан Вакуера, 1964 - 25. Енё Кальмар, 1964-65 - 26. Антони Рамальетс, 1965-66 - 27. Педро Торрес, 1966 - 28. Эктор Мартин, 1966 - 29. Эмилио Альдекоа, 1966-67 - 30. Хосе Молинуэво, 1967 - 31. Энрике Орисаола, 1967-68 - 32. Хосе Ольмедо, 1969 - 33. Хосе Луис Сасо, 1969-70 | - 34. Херардо Кокуе, 1970 - 35. Эктор Мартин, 1970-72 - 36. Чече Мартин, 1972-73 - 37. Густаво Биоска, 1973 - 38. Фернандо Редондо, 1973-74 - 39. Руди Гутендорф, 1974-75 - 40. Эктор Нуньес, 1975-76 - 41. Луис Алой, 1976 - 42. Хосе Луис Сасо, 1976-77 - 43. Пакито, 1977-78 - 44. Пачин, 1978-79 - 45. Эусебио Риос, 1979-80 - 46. Пакито,1980-82 - 47. Фелипе Месонес, 1982 - 48. Хосе Луис Гарсия, 1982-84 - 49. Фернандо Редондо, 1984-85 - 50. Висенте Кантаторе, 1985-86 - 51. Хавьер Аскаргорта, 1986-87 - 52. Антонио Сантос, 1987 - 53. Хосе Перес Гарсия, 1987 - 54. Висенте Кантаторе, 1987-89 - 55. Йосип Скоблар, 1989 - 56. Хосе Море Бонет, 1989 - 57. Фернандо Редондо, 1990 - 58. Франсиско Матурана, 1990-92 - 59. Хавьер Йепес, 1992 - 60. Марко Антонио Боронат, 1992 - 61. Хосе Луис Сасо, 1992-93 - 62. Фелипе Месонес, 1993 - 63. Хосе Море Бонет, 1994 - 64. Виктор Эспарраго, 1994-95 - 65. Хосе Море Бонет, 1995 - 66. Фернандо Редондо, 1995 | - 67. Антонио Сантос, 1995 - 68. Рафаэль Бенитес, 1995-96 - 69. Антонио Сантос, 1996 - 70. Висенте Кантаторе, 1995-97 - 71. Антонио Сантос, 1997 - 72. Сергей Кресич, 1997-99 - 73. Грегорио Мансано, 1999-00 - 74. Франсиско Ферраро, 2000-01 - 75. Хосе Море Бонет, 2001-03 - 76. Фернандо Васкес, 2003-04 - 77. Антонио Сантос, 2004 - 78. Сергей Кресич, 2004-05 - 79. Маркос Алонсо, 2005-06 - 80. Альфредо Мерино, 2006 - 81. Мендилибар, 2006-10 - 82. Онесимо Санчес, 2010 - 83. Хавьер Клементе, 2010 - 84. Антонио Гомес, 2010 - 85. Абель Ресино, 2010-11 - 86. Мирослав Джукич, 2011-13 - 87. Хуан Игнасио, 2013-14 - 88. Руби, 2014-15 - 89. Гаиска Гаритано, 2015 - 90. Мигель Португал, 2015-16 - 91. Альберто, 2016 - 92. Пако Эррера 2016-17 - 93. Луис Сесар Сампедро 2017-18 - 94. Серхио Гонсалес 2018—2021 - 95. Пачета 2021—2023 - 96. Пауло Пеццолано 2023—2024 - 97. Диего Кокка с 2024—н.в. |

## Рекордсмены клуба

### В Примере
| #   | Футболист             | Период      | Игр |
| --- | --------------------- | ----------- | --- |
| 1   | Альберто Маркос Рей   | 1995 — 2010 | 364 |
| 2   | Луис Марьяно Мингела  | 1980 — 1992 | 341 |
| 3   | Хавьер Торрес Гомес   | 1993 — 2004 | 303 |
| 4   | Хосе Луис Каминеро    | 1989 — 2004 | 259 |
| 5   | Франсиско Лесмес      | 1949 — 1961 | 254 |
| 6   | Карлос Феной          | 1980 — 1988 | 252 |
| 7   | Хуан Мануэль Пенья    | 1995 — 2004 | 249 |
| 8—9 | Роман Матито Домингес | 1951 — 1961 | 246 |
| 8—9 | Эусебио Сакристан     | 1983 — 2002 | 246 |
| 10  | Пепе Бонет            | 1980 — 1988 | 232 |

| #   | Футболист                | Период      | Голов |
| --- | ------------------------ | ----------- | ----- |
| 1   | Ален Петернац            | 1995 — 2000 | 55    |
| 2—3 | Хернандо Коке Бенавенте  | 1948 — 1953 | 52    |
| 2—3 | Виктор Фернандес         | 1996 — 2009 | 52    |
| 4   | Хорхе Энрике Алонсо      | 1980 — 1987 | 49    |
| 5   | Грегорио Фонсека         | 1983 — 1996 | 46    |
| 6   | Хоакин Мурильо Паскуаль  | 1954 — 1957 | 44    |
| 7   | Эмилио Моролон Эстебанес | 1959 — 1964 | 41    |
| 8   | Альберто Лопес Морено    | 1988 — 2001 | 40    |
| 9   | Мануэль Баденс           | 1956 — 1958 | 35    |
| 10  | Хосе Мария Санчес        | 1960 — 1964 | 27    |